# Barbara Städtler-Mach

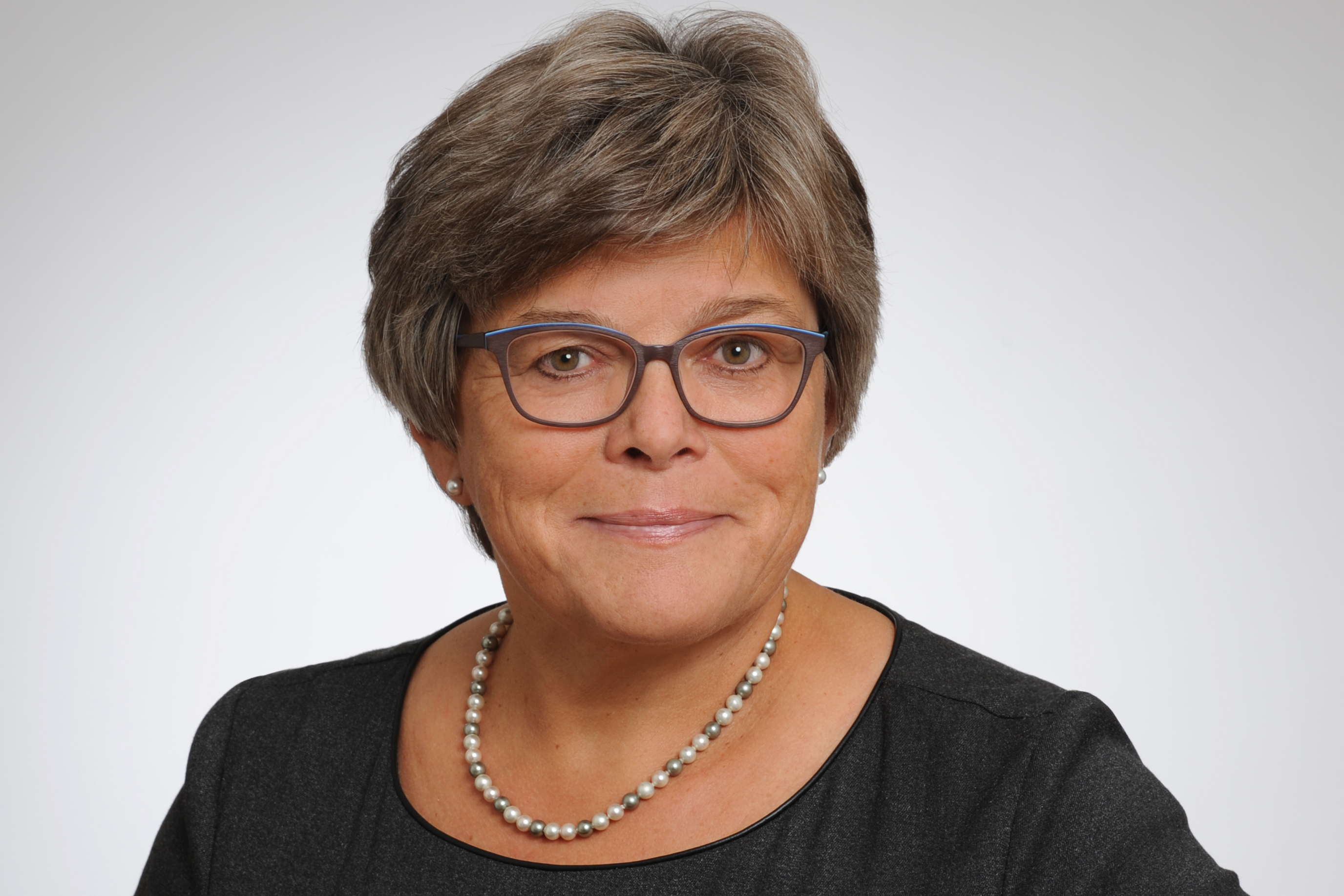
Barbara Städtler-Mach (2017)

Barbara Städtler-Mach (* 1956 in Feuchtwangen) ist eine deutsche Theologin und Diakoniewissenschaftlerin. Sie war bis Ende September 2022 Professorin und Präsidentin an der Evangelischen Hochschule Nürnberg.

## Leben und Werk
Städtler-Mach wurde 1956 in Feuchtwangen geboren und wuchs in Nürnberg und Augsburg auf. Nach dem Abitur am Anna Barbara von Stetten’schen Institut (Neusprachliches Gymnasium für Mädchen) in Augsburg studierte sie von 1975 bis 1980 Evangelische Theologie und Diakoniewissenschaft in Neuendettelsau, Erlangen und Heidelberg. 1980 legte sie das Erste Kirchliche Examen in der Evangelisch-Lutherischen Kirche in Bayern ab und war von 1980 bis 1982 Vikarin in München. Nach dem Zweiten Kirchlichen Examen im Jahr 1982 war sie Pfarrerin in Schwabach, wo sie am 14. November 1982 ordiniert wurde. Von 1984 bis 1986 war sie wissenschaftliche Mitarbeiterin bei Paul Philippi am Diakoniewissenschaftlichen Institut der Universität Heidelberg. Von 1986 bis 1996 arbeitete sie als Klinikpfarrerin in der Klinik Hallerwiese Nürnberg (Cnopf’sche Kinderklinik und Klinik Hallerwiese). In dieser Zeit promovierte sie 1992 zum Thema „Das Evangelische Krankenhaus“ bei Richard Riess an der Augustana-Hochschule Neuendettelsau.
Im Jahr 1996 wurde Städtler-Mach zur Gründungsprofessorin des neu gegründeten Studiengangs Pflegemanagement an die Evangelische Fachhochschule Nürnberg berufen. Ihr Lehrgebiet umfasste Anthropologie und Ethik für Gesundheitsberufe. 2002 war sie Mitbegründerin des Instituts für Gerontologie und Ethik (seit 2017 Institut für Pflegeforschung, Gerontologie und Ethik). 2002 habilitierte sie sich mit einer Arbeit zum Thema „Seelsorge mit Kindern“. Sie ist die Begründerin und Mitherausgeberin der Zeitschrift für Gerontologie und Ethik (2009–2019). 2003 lehnte sie einen Ruf an die Universität Heidelberg ab.
Sie war über mehrere Jahre Dekanin der Fakultät Gesundheit und Pflege und ist seit 2014 bis heute Präsidentin der Evangelischen Hochschule Nürnberg. Ihre Forschungsschwerpunkte sind zum einen Themen der Pflegeethik, zum anderen der Praktischen Theologie mit dem Schwerpunkt Seelsorge. Der Schwerpunkt seit 2012 ist die Versorgung von Pflegebedürftigen zu Hause durch sogenannte 24-Stunden-Betreuungskräfte aus Osteuropa. Zur Bearbeitung dieser Fragestellung gründete sie 2017 das gleichnamige Forschungsnetzwerk an der Evangelischen Hochschule Nürnberg. Städtler-Mach wurde als Anerkennung für ihr bundesweites Engagement im Bereich der Alten- und Krankenpflege der Bayerische Verfassungsorden 2021 verliehen.

## Veröffentlichungen (in Auswahl)
- Barbara Städtler-Mach: Das evangelische Krankenhaus: Entwicklungen – Erwartungen – Entwürfe (= Wissenschaftliche Beiträge aus europäischen Hochschulen : Reihe 1, Theologie. Band 6). Verl. an der Lottbek Jensen, Ammersbek bei Hamburg 1993, ISBN 3-86130-004-4.
- Barbara Städtler-Mach: Seelsorge mit Kindern: Erfahrungen im Krankenhaus. Vandenhoeck und Ruprecht, Göttingen 1998, ISBN 3-525-60401-7.
- Nächstenliebe und Organisation: zur Zukunft einer polyhybriden Diakonie in zivilgesellschaftlicher Perspektive (= Veröffentlichungen der Wissenschaftlichen Gesellschaft für Theologie. Band 37). Evang. Verl.-Anst, Leipzig 2012, ISBN 978-3-374-03108-5.
- Christine Haberstumpf-Münchow, Jasmin Kiekert, Barbara Städtler-Mach, Nausikaa Schirilla, Irena Schreyer: Grauer Markt Pflege: 24-Stunden-Unterstützung durch osteuropäische Betreuungskräfte. 1. Auflage. Vandenhoeck & Ruprecht, Göttingen 2020, ISBN 978-3-525-73328-8.

## Mitgliedschaften (in Auswahl)
- Akademie für Ethik in der Medizin
- Wissenschaftliche Gesellschaft für Theologie